# Instituto de Profesores Rojos
El Instituto de Profesores Rojos (ruso: Институ́т кра́сной профессу́ры, ИКП) fue un instituto de educación superior en ciencias sociales marxistas en Moscú, fundado en 1921 por el Comité Central del Partido Comunista de la Unión Soviética. En 1927 pasó a depender del Comité Ejecutivo Central de la Unión Soviética.
Fue dividido en secciones a principios de la década de 1930, para ser finalmente abolido a finales de la misma década. Sus directores fueron Mijaíl Pokrovski (1921-31) y Pável Yudin (1932-38).
En 1938 fue sustituido por la Escuela Superior del PCUS.